# Hubert Humphrey
Hubert Horatio Humphrey (Wallace (South Dakota), 27 mei 1911 – Waverly (Minnesota), 13 januari 1978) was een Amerikaans politicus van de Democratische Partij. Als zodanig was hij onder meer vicepresident.
Humphrey werd geboren in Wallace, South Dakota en groeide daar ook op. Hij studeerde farmacie in Denver, Colorado en vestigde zich daarna als apotheker in zijn geboortestaat. Nadat hij dat vier jaar was geweest, begon hij een studie politicologie aan de Universiteit van Minnesota. Tijdens de Tweede Wereldoorlog vervulde hij verschillende functies binnen het rekruteringsapparaat van de staat Minnesota. In 1943 deed hij een - onsuccesvolle - gooi naar het burgemeesterschap van Minneapolis en daarna werkte hij nog enige tijd als radiocommentator.
In 1945 werd hij wel gekozen als burgemeester van Minneapolis. Hij zou dat blijven tot 1948, toen hij namens de staat Minnesota werd gekozen in de Amerikaanse Senaat. Hij zou tot 1964 senator blijven.
In 1960 had Humphrey al een gooi gedaan naar de kandidatuur voor het presidentschap, maar hij verloor in de primaries van John F. Kennedy. In 1964 vroeg Lyndon B. Johnson hem als kandidaat-vicepresident. Na de verkiezingen trad hij aan als vicepresident.
In 1968 werd Humphrey kandidaat voor het presidentschap, nadat Johnson onverwacht had aangekondigd geen tweede termijn te ambiëren en nadat de gedoodverfde Democratische kandidaat, Robert F. Kennedy in Californië was vermoord door Sirhan Sirhan. Hij werd met een klein verschil van stemmen (0,7 %) verslagen door Richard Nixon. Vanaf 1971 diende hij weer in de Senaat. In 1972 deed hij nogmaals een gooi naar de Democratische kandidatuur voor het presidentschap maar hij verloor de voorrondes van George McGovern, die overigens later eveneens door Nixon verslagen zou worden.
Hubert Humphrey overleed begin 1978 op 66-jarige leeftijd aan de gevolgen van kanker.
Adams ·
Jefferson ·
Burr ·
Clinton ·
Gerry ·
Tompkins ·
Calhoun ·
Van Buren ·
R.M. Johnson ·
Tyler ·
Dallas ·
Fillmore ·
King ·
Breckinridge ·
Hamlin ·
A. Johnson ·
Colfax ·
Wilson ·
Wheeler ·
Arthur ·
Hendricks ·
Morton ·
Stevenson ·
Hobart ·
Roosevelt ·
Fairbanks ·
Sherman ·
Marshall ·
Coolidge ·
Dawes ·
Curtis ·
Garner ·
Wallace ·
Truman ·
Barkley ·
Nixon ·
L.B. Johnson ·
Humphrey ·
Agnew ·
Ford ·
Rockefeller ·
Mondale ·
Bush ·
Quayle ·
Gore ·
Cheney ·
Biden ·
Pence ·
Harris ·
Vance
- Bibsys: 90744373
- Biblioteca Nacional de Chile: 000388834
- Biblioteca Nacional de España: XX1414909
- Bibliothèque nationale de France: cb120016877 (data)
- CiNii: DA03231633
- Gemeinsame Normdatei: 11942813X
- International Standard Name Identifier: 0000 0001 1023 276X
- Library of Congress Control Number: n79026910
- National Archives and Records Administration: 10580967
- Bibliotheek van het Japanse parlement: 00522784
- Nationale bibliotheek van Australië: 36529195
- Nationale Bibliotheek van Israël: 987007276395505171
- Nationale Bibliotheek van Polen: a0000001250052
- Nationale en Universitaire bibliotheek Zagreb: 000056860
- Nederlandse Thesaurus van Auteursnamen: 070574073
- Réseau des bibliothèques de Suisse occidentale: 02-A013612651
- LIBRIS: 346131
- SNAC: w66j56vs
- Système universitaire de documentation: 028118596
- Trove: 1274802
- Biographical Directory of the United States Congress: H000953
- Virtual International Authority File: 27881465
- WorldCat: E39PBJbCM8rGwWGCMmtBrRHKVC